# Copa del Rey 1915
Die Copa del Rey 1915 war die 13. Austragung des spanischen Fußballpokals.
Der Wettbewerb startete am 18. April und endete mit dem Finale am 2. Mai 1915 im Estadio de Amute in Irun. Titelverteidiger des Pokalwettbewerbes war Athletic Bilbao. Den Titel gewann erneut Athletic Bilbao durch einen 5:0-Erfolg im Finale gegen Español Barcelona.

## Teilnehmer
| Regionalbewerb         | Meister                           |
| ---------------------- | --------------------------------- |
| Galicien               | Real Club Fortuna Vigo            |
| Campionat de Catalunya | Español Barcelona                 |
| Campeonato Centro      | Real Sociedad Gimnástica Española |
| Region Nord            | Athletic Bilbao                   |

Konnten die im Halbfinale aufeinandertreffenden Mannschaften jeweils eines der Spiele gewinnen, wurde nicht das Torverhältnis zur Bestimmung des Siegers herangezogen, sondern ein Entscheidungsspiel ausgetragen.

## Halbfinale
Hin- und Rückspiel wurden bei den ersten Gegnern am 11. und am 19. April, bei den zweiten am 18. und am 25. April 1915 ausgetragen.
|                      |  |                   | Hinspiel | Rückspiel |
| -------------------- |  | ----------------- | -------- | --------- |
| Gimnástica de Madrid |  | Español Barcelona | 2:3      | 0:3       |
| RC Fortuna Vigo      |  | Athletic Bilbao   | 0:0      | 1:5       |

## Finale
| Athletic Bilbao                                     | Athletic Bilbao | Español Barcelona | Español Barcelona |
| --------------------------------------------------- | --- | --- | ----------------- |
| Athletic Bilbao                                     | \| Finale \| \| 2. Mai 1915 um 16:30 Uhr in Irun (Estadio de Amute) \| \| Ergebnis: 5:0 (2:0) \| \| Zuschauer: 5.000 \| \| Schiedsrichter: Walter Hermann ( Schweiz) \| \| Spielbericht \|                       | \| Finale \| \| 2. Mai 1915 um 16:30 Uhr in Irun (Estadio de Amute) \| \| Ergebnis: 5:0 (2:0) \| \| Zuschauer: 5.000 \| \| Schiedsrichter: Walter Hermann ( Schweiz) \| \| Spielbericht \| | Español Barcelona |
| Athletic Bilbao                                     | Cecilio Ibarreche – Luis María Solaun, Luis Hurtado – José Cabieces, Belauste I, José Mestraitua – Germán Echebarría, Pichichi, Félix Zubizarreta, Luis Iceta , Belauste II Cheftrainer: Billy Barnes ( England) | Pedro Gibert – Francisco Bru, Santiago Massana – Lemmel, Félix de Pomés, Juanico – Janer, Francisco Armet, Juanjo López, Usabiaga, Emilio Sampere                                          | Español Barcelona |
| Athletic Bilbao                                     | 1:0 Pichichi (4., FE) 2:0 Pichichi (43.) 3:0 Zubizarreta (60.) 4:0 Germán (69.) 5:0 Zubizarreta (70.) | | Español Barcelona |
| Finale                                              | | |                   |
| 2. Mai 1915 um 16:30 Uhr in Irun (Estadio de Amute) | | |                   |
| Ergebnis: 5:0 (2:0)                                 | | |                   |
| Zuschauer: 5.000                                    | | |                   |
| Schiedsrichter: Walter Hermann ( Schweiz)           | | |                   |
| Spielbericht                                        | | |                   |

Durch den eindrucksvollen 5:0-Triumph wurde Athletic Bilbao zum sechsten Mal insgesamt und zum zweiten Mal in Folge spanischer Pokalsieger.

## Siegermannschaft
(in Klammern sind die Tore angegeben)
| 1.                | Athletic Bilbao |
| ----------------- | --- |
| Logo von Athletic | - Tor: Cecilio Ibarreche - Abwehr: Luis Hurtado, Luis María Solaun - Mittelfeld: Belauste I, José Cabieces, José Mestraitua - Sturm: Domingo Acedo (1), Belauste II, Germán Echebarría (1), Luis Iceta , Pichichi (2), Félix Zubizarreta (6) - Trainer: Billy Barnes |

## Torschützen
Drei Torschützen von Español Barcelona sind nicht bekannt.
| Pl. | Nat.    | Spieler           | Verein                            | Tore |
| --- | ------- | ----------------- | --------------------------------- | ---- |
| 1   | Spanier | Félix Zubizarreta | Athletic Bilbao                   | 6    |
| 2   | Spanier | Pacán Armet       | Español Barcelona                 | 2    |
| 2   | Spanier | Pichichi          | Athletic Bilbao                   | 2    |
| 4   | Spanier | Domingo Acedo     | Athletic Bilbao                   | 1    |
| 4   | Spanier | Domíngues         | RC Fortuna Vigo                   | 1    |
| 4   | Spanier | Germán Echebarría | Athletic Bilbao                   | 1    |
| 4   | Spanier | Escudero          | Real Sociedad Gimnástica Española | 1    |
| 4   | Spanier | Juanjo López      | Español Barcelona                 | 1    |
| 4   | Spanier | Uribarri          | Real Sociedad Gimnástica Española | 1    |